# Leptophloeus clematidis
Leptophloeus clematidis – gatunek chrząszcza z rodziny Laemophloeidae. Zamieszkuje Europę.

## Taksonomia
Gatunek ten opisany został po raz pierwszy w 1846 roku przez Wilhelma Ferdinanda Erichsona pod nazwą Laemophloeus clematidis.

## Morfologia
Chrząszcz o mocno wydłużonym i wyraźnie wysklepionym, owalnym w przekroju ciele długości od 2,5 do 3,2 mm. Ubarwienie ma żółtawe do brunatnego. Matowy oskórek grzbietowej strony ciała porastają bardzo delikatne, słabo dostrzegalne włoski. Bardzo grube punkty na powierzchni głowy i przedplecza zlewają się ze sobą, tworząc trochę zmarszczkowatą rzeźbę. U samicy głowa jest nieznacznie węższa od przedplecza, u samca tak szeroka jak ono. Nieco wyłupiaste oczy mają półkolisty kształt. Przedplecze jest dłuższe niż szersze, słabo ku tyłowi zwężone, o niemal niezaznaczonych kątach tylnych. Od 2,4 do 2,9 raza dłuższe niż razem szerokie, z wierzchu wypłaszczone pokrywy mają równoległe boki oraz dobrze zaznaczone, żeberkowato wyniesione, drobno punktowane, a czasem też mikroskopowo pomarszczone międzyrzędy. U samicy odnóża wszystkich par mają stopy pięcioczłonowe, natomiast u samca stopy ostatniej pary są czteroczłonowe.

## Ekologia i występowanie
Owad ten przechodzi rozwój w obumierających, jak i wyschniętych już łodygach powojników, najczęściej powojnika pnącego. Bytuje w korytarzach kornika Xylocleptes bispinus. 
Gatunek palearktyczny, znany z Francji, Niemiec, Austrii, Włoch, Polski, Czech i Węgier. W Polsce stwierdzony został na dwóch stanowiskach, w Krakowie i Piekarach Śląskich. Na „Czerwonej liście gatunków zagrożonych Republiki Czeskiej” umieszczony jest jako gatunek narażony na wymarcie (VU).